# Henri Van Lier
 (mai 2013).
 (mai 2020).
La mise en forme du texte ne suit pas les recommandations de Wikipédia : il faut le « wikifier ».
Les points d'amélioration suivants sont les cas les plus fréquents. Le détail des points à revoir est peut-être précisé sur la page de discussion.
- Les titres sont pré-formatés par le logiciel. Ils ne sont ni en capitales, ni en gras.
- Le texte ne doit pas être écrit en capitales (les noms de famille non plus), ni en gras, ni en italique, ni en « petit »…
- Le gras n'est utilisé que pour surligner le titre de l'article dans l'introduction, une seule fois.
- L'italique est rarement utilisé : mots en langue étrangère, titres d'œuvres, noms de bateaux, etc.
- Les citations ne sont pas en italique mais en corps de texte normal. Elles sont entourées par des guillemets français : « et ».
- Les listes à puces sont à éviter, des paragraphes rédigés étant largement préférés. Les tableaux sont à réserver à la présentation de données structurées (résultats, etc.).
- Les appels de note de bas de page (petits chiffres en exposant, introduits par l'outil «  Source ») sont à placer entre la fin de phrase et le point final[comme ça].
- Les liens internes (vers d'autres articles de Wikipédia) sont à choisir avec parcimonie. Créez des liens vers des articles approfondissant le sujet. Les termes génériques sans rapport avec le sujet sont à éviter, ainsi que les répétitions de liens vers un même terme.
- Les liens externes sont à placer uniquement dans une section « Liens externes », à la fin de l'article. Ces liens sont à choisir avec parcimonie suivant les règles définies. Si un lien sert de source à l'article, son insertion dans le texte est à faire par les notes de bas de page.
- La présentation des références doit suivre les conventions bibliographiques. Il est recommandé d'utiliser les modèles {{Ouvrage}}, {{Chapitre}}, {{Article}}, {{Lien web}} et/ou {{Bibliographie}}. Le mode d'édition visuel peut mettre en forme automatiquement les références.
- Insérer une infobox (cadre d'informations à droite) n'est pas obligatoire pour parachever la mise en page.

Pour une aide détaillée, merci de consulter Aide:Wikification.
Si vous pensez que ces points ont été résolus, vous pouvez retirer ce bandeau et améliorer la mise en forme d'un autre article.
Henri Van Lier est un philosophe belge francophone, né le 27 mai 1921 à Rio de Janeiro et décédé le 28 avril 2009 à Bruxelles. Il a passé l’essentiel de sa vie à Bruxelles. 

## Biographie
Après un passage chez les Jésuites (1938-1948), où il a écrit un mémoire sur La philosophie des sciences chez Lachelier, plus tard complété par un double doctorat de philosophie (le doctorat d'Etat belge, et le doctorat spécial du Collège Scolastique Cardinal Mercier), il épousa Micheline Lottefier (Micheline Lo), professeur de philosophie et d’histoire de l’art, artiste peintre (1930-2003), qui collabora à l’ensemble de son œuvre. Après avoir publié dans L’Encyclopédie française « Sartre et la présence dans la conscience » (1957), il devint professeur à l’Institut des Arts de Diffusion (IAD) à l’Université de Louvain la Neuve.
Henri Van Lier fut un formidable éveilleur d’idées, un enseignant né, qui a marqué plusieurs générations d’étudiants.  Homme de la voix, comme le montrèrent assez plusieurs séries d’émissions diffusées sur France Culture, il fut initialement chargé de cours à l’Université de Leuven où il donna des conférences de sexologie, science alors débutante (L’intention sexuelle, 1968). Après un voyage au Canada où il s’intéressa à la psychologie expérimentale au côté de l’éthologiste Jean-Louis Laroche avec lequel il restera en rapport toute sa vie, il se fit connaître du grand public par la publication en 1959 de Les arts de l’espace (plusieurs fois réédité), puis de Le nouvel âge en 1962. Il enseigna aussi à l'IAD (Institut des Arts de Diffusion) de Bruxelles. Esprit encyclopédique, il développa une analyse sémiotique dans différents domaines de l’esthétique (articles : « architecture », « chromo, kitsch, laid », «design », « esthétique », « peinture », « sculpture », dans l’Encyclopaedia Universalis de 1968 à 1972). Il consacra plusieurs articles à la bande dessinée, à la photographie (Philosophie de la photographie, 1983 ; Histoire photographique de la photographie, 1992). À quoi s’ajoutent des travaux en linguistique diffusés par France Culture (Logiques des langues européennes, 1989 et Histoire langagière de la littérature française, 1989). 
De 1982 à 2002, il se consacra complètement à la rédaction de Anthropogénie, œuvre globale et systématique qui se présente comme une macro Histoire d’Homo à l’instar de ce que fit S.-J. Gould pour la macrobiologie du vivant. Dans cet ouvrage, Henri Van Lier analyse l’évolution d’Homo par « équilibres ponctués ». Après avoir décrit les bases dont disposait Homo, au départ primate anguleux, transversalisant, possibilisateur…, il analyse les accomplissements (langages, écritures, philosophies, arts, sciences…) qui sont ses réalisations. Tous les savoirs humains, dans l’état où les découvertes en mathématiques, en physique, en biochimie nous permettent aujourd’hui de les appréhender, sont abordés.  « En tant que fait, l’anthropogénie est la constitution continue d’Homo comme état-moment d’univers. En tant que théorie, elle est la discipline qui a pour objet les facultés propres à Homo, et ses propriétés : l’angularisation, l’orthogonalisation, la transversalité, l’holosomie, le rythme, les effets de champs… », Henri Van Lier sort de la spécialisation des disciplines pour donner une vision d’ensemble des savoirs sur l’homme vu comme « animal signé ». Le Tour de l’homme en 80 thèses (et sa traduction anglaise - 2003) reprend de façon succincte les idées développées dans Anthropogénie.
De ce grand mouvement évolutif, on retiendra en particulier le passage du Monde 1, celui du continu proche, au Monde 2 (vers – 800) qui privilégie le continu distant, puis au Monde 3 (explosion des techniques entre 1850 et 1950) fondé topologiquement sur le discontinu, et l’étude approfondie de ces trois Mondes.

## Un métaphysicien
Dès l'âge de 8 ans, Henri Van Lier dit avoir « su » qu’il serait toujours et d’abord métaphysicien. Mais dès Le Nouvel âge (1962) où il distingue trois âges de la machine, il met la technique au premier plan. Et, à la fin de sa vie, lorsqu’il rédige son dernier texte De la métaphysique à l’anthropogénie (2006-2008), il entame le chapitre 10 par ces mots :« Wittgenstein meurt en 1951, et l'on peut prendre cette date pour marquer la mort de la Métaphysique». La métaphysique s’était intéressée à l’être par le seul effort de la pensée. Désormais il était temps de passer de la métaphysique à l’anthropogénie pour s'intéresser à Homo avec le secours de la technique et de la science.

## Un philosophe de la technique
Pour Henri Van Lier la technique est « première » parmi les accomplissements d’Homo. Son texte Priorité de la technique s’ouvre sur le constat qu’Homo est technicien depuis plus de deux millions d’années, alors qu’il ne parle de manière un peu détaillée que depuis quelques milliers d’années. Son œuvre globale Anthropogénie (30 chapitres, 1000 pages) s’ouvre par un chapitre intitulé Le corps technique et sémiotique, dont l’idée clé est qu’Homo n’est pas technicien par hasard. Son corps lui a donné un référentiel qui le rend apte à devenir technicien. Ainsi Homo a-t-il bénéficié des « … chances particulières que lui donne le fait d'avoir été le plus anguleux des primates hominidés. Et donc le plus capable non seulement d'instruments, mais d'outils. Donc de Technique et de Sémiotique ». <Limites et ouvertures du système, D>.
La technique précède alors la sémiotique. Pour Henri Van Lier, le passage de la technique à la sémiotique se fait lorsque la « distance » technique (physique) est remplacée par la « distanciation » sémiotique (cérébrale). Ou plus exactement, lorsque l’opérativité des liens techniques est désactivée. Il écrit « Les objets techniques, les outils (…) renvoient les uns aux autres au sein de panoplies et de protocoles. Ils le font d'abord opérativement, techniquement, comme relais d'une opération. Mais ils peuvent aussi le faire en mettant l'opérativité entre parenthèses, et donc de façon purement référentielle, disons sémiotique.» <De la métaphysique à l’anthropogénie, Chapitre 4>

## Un anthropogéniste, fondateur
Pendant 20 ans, Henri Van Lier a rédigé Anthropogénie (1982-2002). Il avait rédigé auparavant (1957-1981) de nombreux textes qu’il regroupera ensuite sous l’appellation anthropogénies locales. Pour lui l’anthropogénie désigne la constitution d’Homo comme état-moment d’univers, et la discipline qui a cette constitution pour thème (voir Anthropogénie <24D>). S’il fallait fonder ce travail de plus de 40 ans sur 4 éléments, ce seraient l’espace, le temps, le signe, et la présence. Et sa réduction en une phrase serait : l’histoire de l’homme et de ses accomplissements à partir de l’exploration systématique de ces 4 éléments.
Henri Van Lier, s’appuie sur la topologie pour ce qui est de l’espace, sur la cybernétique pour ce qui est du temps, sur la sémiotique pour le signe, et sur la présentivité pour la présence (voir Anthropogénie <8H> ). À partir de là, il voit et montre systématiquement la possibilité de caractériser les époques, les peuples, les individus, les artistes et d’une manière générale tous les accomplissements d’Homo. (voir De la métaphysique à l’anthropogénie, chapitre 9 (2006-2008)). Parmi les 4 fondements retenus (espace, temps, signe, présence) c’est le signe (découlant de la technique) qui occupe la place prépondérante dans les 30 chapitres d’Anthropogénie ainsi que le suggèrent les titres des premiers chapitres : Chapitre. 1 - Le corps technique et sémiotique, Chap. 3 - La rencontre (fortement sémiotique), Chap. 4 : Les indices (signes primordiaux), Chap. 5 – Les index (signes intentionnels), etc.
Notons aussi qu’il voit une révolution de la pensée humaine, dans le passage de la métaphysique à l'anthropogénie. La première procédait de haut en bas (par déduction, allant des idées aux faits). La seconde procède de bas en haut (par induction, allant des faits aux idées).

## Limites et ouvertures du système
Dans son Post-scriptum (2007), Henri Van Lier, indique que l'anthropogénie se présente comme le fondement manquant des sciences humaines. À ces yeux les sciences humaines gagneraient toutes à s'appuyer sur des référentiels bien identifiés tels que la topologie, la cybernétique, la sémiotique, et la présentivité.
Côté limites, il en relève plusieurs. Notamment le statut des définitions dans l'anthropogénie,  dont le caractère de discipline évolutive rend impossible des tables (dictionnaires) des facultés hominiennes, parce qu’il faudrait pour chacune de ces dernières rappeler l'anthropogénie  entière. Il relève aussi son interdisciplinarité avec l’histoire dont elle dépend, ou son interdisciplinarité avec les sciences humaines, dont les fondements restent souvent fragiles.

## Sur le chemin d'Anthropogénie
Les textes qui ont précédé Anthropogénie ont nourri ses fondements. Dans Les Arts de l’espace (1959) Henri Van Lier aborde l’espace. Avec Le Nouvel âge (1962) il aborde le temps. Dans L’Animal signé (1980) il fait un point sur le signe. Et, depuis son article L’existentialisme de Jean-Paul Sartre (1957), la présence accompagne toutes ses œuvres.
Ce chemin espace + temps + signe + présence annonce les quatre référentiels d'Anthropogénie (topologie, cybernétique, logico-sémiotique, présentivité). Un avantage décisif de ces quatre référentiels est leur interdisciplinarité. Ils trouvent des applications en sciences naturelles, en sciences humaines, et en technique.
Parmi ces domaines, la technique bénéficiera d'une place croissante. Pour Henri Van Lier, ce sont les objets techniques qui ont le plus d'impact sur la société, sur la culture, et sur l’homme (Homo). Les sciences, de plus en plus irreprésentables, et les arts, de plus en plus fragmentés, ont un impact plus modeste.

### La présence (1957)
En 1957, Henri Van Lier consacre un article à L’existentialisme de Jean-Paul Sartre. Il s’y intéresse à la notion de présence. Il attribuera plus tard à Sartre la gloire philosophique d’avoir pour la première fois abordé la présence de front. Sartre voyait à l’intérieur même de la conscience une présence sur laquelle il s’interrogeait. Cette présence était de l’ordre de l’apparition sans être descriptible. C’est le sens qu’Henri Van Lier adoptera pour la présence. Il situe en 1975 le moment où il adopte définitivement la distinction primordiale fonctionnements / présence. Tout ce qui est descriptible appartient aux fonctionnements. Le reste est du domaine de la présence. Le couple fonctionnement / présence sera celui d' Anthropogénie. Les fonctionnements y seront tout ce qui est susceptible de description dans les référentiels topologiques, cybernétiques, logico-sémiotiques, présentifs. 

### L’espace -Les Arts de l’espace(1959)
Henri Van Lier consacre son premier livre aux arts de l’espace (peinture, sculpture, architecture). Ce n’est pas un hasard. Il rappelle qu’Hegel et Faure avaient observé que l’architecture marque le départ des civilisations.
Dans Les Arts de l’espace le thème principal est le sujet d'œuvre. Pour Henri Van Lier c’est le sujet pictural, le sujet sculptural, le sujet architectural qui donne sa structure à une peinture, une sculpture une architecture. Chez Rubens tout est spirale. Chez le Greco tout est torche. Chez Picasso l’espace est existentiellement sans épaisseur, et « le regard décompose et recompose si facilement les fragments éclatés du monde parce qu'il les voit glisser l'un sur l'autre dans un même plan ».
Chaque sujet d’œuvre est étudié dans ses rapports avec l’information artistique, le sujet scénique, l’absolu formel, les moyens d’expression. Henri Van Lier observe toutefois que les notions utilisées sont culturelles. Et dès 1959, il propose de recourir à la topologie (Chap. III, III, B) pour aborder les arts primaires et les arts contemporains qui échappent à l’espace euclidien.
On est cependant encore loin d'Anthropogénie. Les Arts de l’espace vont résolument du plus complexe au plus simple. Anthropogénie suivra systématiquement le chemin inverse, allant du plus simple au plus complexe (Indice, Index, Image massive, etc.). Le poids des cultures en sera réduit d'autant. Anthropogénie proposera aussi une notion de destin-parti d’existence plus large et plus explicite que celle de sujet d’œuvre.

### Le temps -Le Nouvel âge(1962)
Avec Le Nouvel âge, Henri Van Lier prend plusieurs tournants. Désormais, il va du plus simple au plus complexe. Ensuite, il applique une même démarche à quatre aspects très différents de l’activité humaine : la technique, les sciences, les arts et l’éthique. Enfin, il aborde le temps par la technique (la cybernétique), et non par les Arts temporels (musique, littérature), comme il l’aurait probablement fait en 1959.
Henri Van Lier voit la machine entrer dans un 3e âge. Elle ne puise plus ses forces dans l’homme ou dans la nature, comme le marteau ou le moulin à vent (âge 1). Elle ne se dresse plus devant l’homme, comme la machine à vapeur ou le haut fourneau (âge 2). Mais elle est désormais en synergie avec l’homme et avec la nature (âge 3). Partout l’humanité entre dans l’âge du réseau : réseaux de machines dans le domaine technique, réseaux entre théories et instruments dans le domaine scientifique, réseau entre spectateur-créateur et œuvre dans le domaine artistique, réseaux entre personnes dans le domaine éthique.
Henri Van Lier remarque que c’est la machine dialectique (3e âge) qui lui a ouvert les yeux sur le 3e âge de l’art. D’abord l’artiste, comme le technicien, puise son contenu dans la nature (art de l’élément vital). Ensuite, comme le technicien, il travaille des formes devant lui (art de la forme). Enfin, comme le technicien, il combine, conjugue et fait travailler ensemble (avec un spectateur-créateur) des éléments fonctionnels (arts des éléments fonctionnels).

### Le signe -L’animal signé(1980)
Le signe va progressivement prendre place dans les textes d'Henri Van Lier, par exemple avec Le Bruxellois ce sémiologue né (1968), ou dans Signe et symbole dans l’acte sexuel (1970). Mais à partir de 1980 cette place deviendra essentielle. Pas d’homme, de pensée, ni de société sans signes visuels, auditifs, tactiles, olfactifs, gestuels. Désormais il décrit l’homme comme un animal signé.
L’Animal signé (1980) est l’occasion pour Henri Van Lier de résumer les classiques de la sémiotique et de la sémiologie (Peirce, Saussure, etc. ). Mais c’est aussi l’occasion d’introduire la notion d’effet de champs, seule capable à ses yeux d’étendre la sémiotique aux arts plastiques, à la musique, au cinéma, etc. Ces effets de champs prendront une place importante dans Philosophie de la photographie (1983), dans Histoire photographique de la photographie (1992), et bien sûr dans Anthropogénie (1982-2002). Par contre, les notions d’indice (signes primordiaux) et index (signes intentionnels) tout à fait essentielles dans Anthropogénie (1982-2002) sont encore absentes de L’Animal signé. Dans L’Animal signé l’indice n’est pas encore vu comme un signe, parce qu’il est non intentionnel. Dans Anthropogénie l’indice deviendra un signe et même le signe primordial, parce qu’il est un segment d’univers susceptible de thématiser (de manière pure) d’autres segments d’univers.

### La photographie (1983 et 1992)
Dans Philosophie de la photographie (1983) et Histoire photographique de la photographie (1993), Henri Van Lier est interpelé par la photographie. La photographie ébranle toutes les perceptions. Elle déploie un espace, mais nullement un lieu. Elle s’inscrit dans un temps, mais sans épaisseur de durée. Elle est faite d’empreintes (photoniques), mais pas de signes (intentionnels). Elle brouille la frontière entre réel et réalité (présence et fonctionnement). Elle est réelle (indescriptible) comme simple empreinte photonique. Mais se transforme en réalité (descriptible) lorsqu’elle est ressaisie dans des systèmes de signes. Bref la photographie brouille les définitions classiques de l’espace, du temps, du signe, de la présence. On comprend qu’Henri Van Lier y soit revenu à deux fois, en 1983 et en 1992.
Mais ce n'est pas tout. Pour Henri Van Lier, la peinture, la sculpture, la littérature, et même la musique nous poussent à considérer les choses par le haut (à partir de signes intentionnels pleins). La photo nous emmène dans la direction inverse. Il faut d’abord nous débrouiller avec des segments, des indices (empreintes), des index, des effets de champs, etc. La photographie trace ainsi tout naturellement la direction (de bas en haut, du simple au complexe) qui sera celle d'Anthropogénie.

## Anthropogénie générale
Anthropogénie compte trente chapitres et mille pages environ. Les onze premiers chapitres sont consacrés à ce qu’il y a de plus fondamental chez Homo (spécimen hominien). C’est Homo tel que nous aurions pu le rencontrer il y a un million d’années. Viennent ensuite les chapitres qui traitent des accomplissements d'Homo et de ses articulations sociales jusqu'à nos jours.

### Les bases (Chapitres 1 à 11)
Il serait exact de dire que la trame des onze premiers chapitres d’Anthropogénie est le signe. Mais il est plus exact encore de dire que c’est le SEGMENT. Pour Henri Van Lier la technique, puis le signe, naissent «de» la segmentarisation. L’outil (la technique) s’applique à des choses segmentarisées. Et le signe est un segment (d’univers) qui thématise d’autres segments (d’univers). Le mot segment est pris au sens étymologique. Le segment est le produit d’une coupure, une portion. La segmentarisation crée des limites, des parts, des parties. Les animaux brisent mais ne coupent pas. Ils segmentarisent encore moins. Dès qu'il segmentarise (au sens de l’auteur) Homo cesse d’être un animal.
D'abord Henri Van Lier constate que le corps d’Homo est fondamentalement différent de celui des animaux (vertébrés). Le corps de l’animal est orienté tête-queue (bouche-anus). Le corps d’Homo (debout) est transversal (en largeur), orthogonalisant (avec de multiples angles droits), et segmentarisant. Ce corps est prédisposé à la technique et aux signes. Sans surprise le premier chapitre d’Anthropogénie s'appelle Le corps technique et sémiotique <1>.
Ensuite tout s’enchaîne. Les indices <4> (traces, empreintes) apparaissent comme signes primordiaux. Les index <5> (doigts, pointeurs, gestes et beaucoup plus tard les mots) apparaissent comme signes (vides) intentionnels. La possibilisation <6> naît avec les segments (signes) perçus comme interchangeables. Les images massives <9> apportent les premiers signes représentatifs. Les musiques et langages massifs <11> apportent des signes musicaux et vocaux. À ce stade Homo est déjà fort loin de l'animal. Mais pour couvrir l'ensemble de ce qu'il voit comme les fondements de la constitution d’Homo, Henri Van Lier aborde encore cinq autres points essentiels : Le cerveau endotropique <2> (en régime fermé), La rencontre <3> (sociale et sélective), Les effets de champs <7> (perceptivo-moteurs et logico-sémiotiques), La distinction fonctionnement/présence <8>, et L’articulation du spécimen hominien <11> (ce qui lui permet de garder son unité, notamment par le rythme).

### Les trois "MONDES" (Chapitre 12)
Henri Van Lier voit un ordre global (obligé) dans les développements hominiens. Il les appelle MONDE 1, MONDE 2 et MONDE 3. Ces trois mondes pourraient être résumés en trois mots : dans, devant, avec. En simplifiant à l'extrême on dirait qu’Homo et ses objets sont d’abord dans la nature (MONDE 1), ensuite Homo est devant ses objets et la nature (MONDE 2), et aujourd’hui il est avec ses objets et la nature (MONDE 3). Ces notions sont introduites dans le chapitre Les trois « MONDES » <12>, et complétées au fil des chapitres suivants. 
Le MONDE 1 va de l’origine d’Homo à la fin des empires primaires (Sumer, Chine, Inde, Egypte). L’architecture, la sculpture, la musique, la machine sont alors dans la nature, selon une topologie continue-proche. Le MONDE 2 va ensuite de la Grèce antique jusqu’autour de 1900. L’architecture, le théâtre, la peinture, la machine y sont alors à "juste distance" devant l’homme et la nature, selon une topologie continue-distante. Le MONDE 3 commence en occident à partir de 1850 puis envahit la planète à partir de 1950. Le cinéma, la bande dessinée, la technique, les réseaux, l’écologie y sont en synergie avec l’homme et avec la nature, selon une topologie discontinue (peinture cubiste, séquences télévisées, réseau internet, etc.).

### Les accomplissements fondamentaux d’Homo (Chapitres 13 à 17)
Après avoir défini les trois « MONDES », Henri Van Lier aborde les accomplissements fondamentaux d'Homo. Il en identifie quatre. Ce sont  Les tectures <13> (architecture, sculptures, mobiliers), Les images détaillées <14> (segmentarisées), Les musiques détaillées <15> (à ton), et le langage parlé auquel il consacre deux chapitres distincts Les dialectes quant à leurs éléments <16> et Les dialectes quant à leur pratique <17>.

### Les accomplissements subséquents d’Homo (Chapitres 18 à 24)
Viennent ensuite ce qu'Henri Van Lier classifie comme accomplissements subséquents. Ce sont Les écritures <18> (comptables, langagières, littéraires, musicales), Les mathématiques <19> (pratique absolue des index purs), Les logiques <20> (syntaxiques, sémantiques, pragmatiques), Les théories des choses : philosophie et sciences <21> (choses ultimes ou choses de la nature), Les théories d’Homo du fait de ses langages <22> (mythe, épopée, tragédie, comédie, roman), Les théories d’Homo urgentes <23> régulatrices de conflits (esthétiques et érotiques, économiques, politiques, langagières), Les théories d’Homo contemplatives <24> dont l’objet est Homo lui-même (psychosociologie, anthropologies, anthropogénie).

### Les articulations sociales (Chapitres 25 à 30)
Enfin, Homo vit en société. Henri Van Lier y consacre six chapitres. L’ethos hominien <25>, c’est-à-dire ses mœurs sans appréciation morale, Les maladies <26> (physiques et mentales), Les vies <27> multiples (courantes, artistiques, amoureuses) et la manière dont Homo évite son propre éclatement (les déhiscences), Les ethnies <28> au sens large (sexes, civilisations planétaires, dialectes, etc.), Les époques <29> qui ponctuent les trois MONDES (Temporalité, Contemporanéité), et enfin La galaxie des x-mêmes <30> (ce qui est propre à Homo partout et tout le temps, jusqu’éventuellement sur d’autres planètes).

### Les référentiels d’Anthropogénie(topologie, cybernétique, logico-sémiotique, présence)
Les MONDES 1, 2, 3 ont été définis à partir de deux couples topologiques seulement (continu-discontinu, et proche-distant). La cybernétique bien sûr n'était pas loin. Dans le MONDE 3 (discontinu) il faut d’incessantes actions-réactions, compositions et recompositions de notre cerveau pour que les séquences discontinues d’un film, les éléments fonctionnels d’un tableau abstrait, les réseaux de pages internet prennent un sens ou plusieurs sens. Plus le monde est discontinu et plus il faut qu’il soit cybernétique.
Cela dit, la définition des MONDES 1, 2, 3 n'exploitent qu'une petite partie du référentiel topologie + cybernétique + sémiotique + présence qui est celui d’Anthropogénie.
Pour appréhender l'ampleur de ce référentiel on pourra se livrer à trois exercices. D'abord on se demandera si le visage humain (naturel, maquillé, filmé) n’est pas ce qu’il y a de plus topologique (nombre de configurations spatiales possibles), de plus cybernétique (nombre d’actions réactions temporisées possibles), de plus sémiotique (nombre de segments thématisant d’autres segments internes ou externes au visage), et de plus présentiel (réel et indescriptible). Pour le deuxième exercice, on transposera ce visage dans la peinture, la sculpture, la photographie et même la littérature. Pour le troisième, enfin, on le transposera dans les sept civilisations planétaires : Japon, Chine, Inde, Islam arabe, Occident, Afrique noire, Amérique ibérique.
C’est un voyage similaire, accompagné des référentiels (espace, temps, signe, présence) que nous propose Anthropogénie à travers les civilisations, les époques, les peuples, les individus, les artistes.

## Œuvres
On retrouve une liste plus complète sur le site Anthropogénie
- Les Arts de l’espace, Les Arts de l’espace, Casterman, 1959, 6° éd. rev. 1975 (épuisé)
- Le Nouvel âge, Le Nouvel âge, Casterman, 1962 (épuisé)
- L’Intention sexuelle, L’Intention sexuelle, Casterman, 1968 (épuisé)
- L’Animal signé, L’Animal signé, Vander, 1980 (épuisé)
- Philosophie de la photographie, Philosophie de la photographie, Les Cahiers de la Photographie, 1983[2]., réédition Les Impressions Nouvelles
- Histoire photographique de la photographie, Histoire photographique de la photographie, Les Cahiers de la Photographie, 1992, réédition Les Impressions Nouvelles
- Anthropogénie, 2002, Anthropogénie, Les Impressions Nouvelles, 2010
- Le tour de l'Homme en quatre-vingts thèses, 2004, Le tour de l’Homme en quatre-vingt thèses, Musée de la Maison d'Erasme

Nombreux articles (publiés dans Encyclopédie française, Encyclopaedia Universalis, Le Français dans le monde, Le Langage et l’homme, Critique, Communications, Revue de psychologie – Montréal, Diogène, etc.)
- Peinture et B.D., in Papyrus et Pop Art, Archéologie, Art et B.D., Nivelles, Cesep, 1987, p. 96-99.

Radiophonies sur France Culture avec Emmanuel Driant
- L'espace artistique, 1981, (1 émission)
- L'atlas de la lumière, 1981, (1 émission)
- Les mouvements de l’esprit dans la langue du XVIIe siècle, 1981, (5 émissions)
- Les refoulements des sciences humaines, 1983, (5 émissions)
- Victor Hugo : le grand-père et l’univers, 1985, (5 émissions)
- Le concert des media, 1985, (6 émissions)
- Le bon plaisir de Paco Rabanne, 1986, (1 émission - contribution)
- Le bon plaisir d'Ilya Prigogine, 1986, (1 émission - contribution)
- Anthropologie de la musique, 1987, (5 émissions)
- Les logiques des langues européennes, 1989, (10 émissions)
- Lire avec Van Lier. Une histoire langagière de la littérature française, 1989-1991 (30 émissions)
- Anthropogenèse de l'écriture, 1992, (1 émission)
- L'atlas des écritures, 1992, (1 émission)
- Les années Nadar : la fermentation généralisée, 1994, (1 émission)